# انتخابات الرئاسة الروسية 2012
بدأت انتخابات الرئاسة الروسية للعام 2012 في 4 مارس، 2012. كان هناك 5 مرشحين رسميًا، 4 ينتمون لأحزاب مسجلة، ومستقل. أشارت التقارير الصحفية واستطلاعات الرأي إلى ترجيح فوز رئيس الوزراء فلاديمير بوتين، كما جاءت التقديرات لتشير إلى أن المرشح المنافس لبوتين هو غينادي زوغانوف رئيس الحزب الشيوعي لروسيا الاتحادية.
بعد فرز 88.06% من الأصوات، تبين حصول فلاديمير بوتين على 64.72% من الأصوات، وهو ما لا يجعل هناك حاجة إلى جولة ثانية من الانتخابات، حيث يشترط القانون حصول الفائز على أكثر من 50% للفوز بالانتخابات من المرحلة الأولى.

## المرشحون
القائمة التالية هي للأشخاص الذي تقدموا بالوثائق اللازمة للتسجيل رسميًا بصفة مرشحين للرئاسة عند لجنة الانتخابات المركزية.

### المرشحون المسجلون
المرشحون التالية أسماؤهم سجلوا بنجاح عند لجنة الانتخابات المركزية:
- فلاديمير بوتين، رشحه حزب روسيا الموحدة، كما أيده حزب وطنيو روسيا.
- غينادي زوغانوف، رشحه الحزب الشيوعي لروسيا الاتحادية.
- سيرغي ميرونوف، رشحه حزب روسيا العادلة.
- فلاديمير جيرينوفسكي، رشحه الحزب الليبرالي الديمقراطي الروسي.
- ميخائيل بروخوروف، مستقل.

## اتهامات التزوير وخروقات أخرى
ذكر تقرير لمنظمة غولوس غير الحكومية نشر في الأول من مارس أن حملة فلاديمير بوتين الانتخابية تميزت باستخدامه الكثيف لموارد الدولة، كما تميزت بالضغوط والتخويف الذين استهدفا المعارضة والإعلام المستقل. وتعليقًا على النتائج الأولية قال غينادي زيوغانوف في تصريح متلفز أن الانتخابات «انتخابات لصوص ومشينة وغير نزيهة على الإطلاق»، وأضاف أنه لا يمكنه الإقرار بأن الانتخابات كانت نزيهة أو سليمة بصفته مرشحًا، وأنه لا يعترف بهذه الانتخابات. كما قال فلاديمير جيرينوفسكي «لا يوجد أي مؤشر يتيح القول أن هذه الانتخابات كانت شرعية» وأضاف «غدًا صباحًا سنكون قد أحصينا ما بين 20 ألفًا إلى 30 ألف عملية تزوير».

## النتائج
| المرشح              | عدد الأصوات | %     |
| ------------------- | ----------- | ----- |
| فلاديمير بوتين      | 45,602,075  | 63.60 |
| غينادي زوغانوف      | 12,318,353  | 17.18 |
| ميخائيل بروخوروف    | 5,722,508   | 7.98  |
| فلاديمير جيرينوفسكي | 4,458,103   | 6.22  |
| سيرغي ميرونوف       | 2,763,935   | 3.85  |

## وصلات خارجية
- صفحة عن الانتخابات في صوت روسيا
- أخبار الانتخابات الرئاسية الروسية من روسيا اليوم